# 极限竞速 地平线3
《极限竞速 地平线3》是一款由游乐场游戏工作室开发并由微软发行在Xbox One和Windows 10上的开放世界竞速游戏。本作是《极限竞速》系列分支“地平线”系列的第三作，也是首批支持Xbox Play Anywhere服务的游戏之一，允许玩家跨平台游戏。本作延续“地平线”系列开放世界的传统，并将游戏舞台换到一个虚构的澳洲大陆上。玩家需要通过举办和参加比赛获得粉丝支持以开启更多的赛事和“地平线音乐节”分会场。游戏在发售后推出两个追加资料片“暴风雪山”和“风火轮”；此外在发售后的每个月都有一个车辆包作为追加下载内容。
《极限竞速 地平线3》在2016年E3游戏展上正式公布，并于同年9月27日在全球范围内开始销售。游戏获得业界的高度好评，并在年底包括游戏大奖在内的多个游戏评选中获得最佳竞速游戏的奖项。微软宣布将于2020年9月27日将游戏从Windows 10的微软商城和Xbox商城下架。

## 概况
《极限竞速 地平线3》是《极限竞速》系列分支“地平线”系列的第三作，也是首批支持Xbox Play Anywhere服务的游戏之一，允许玩家跨平台游戏。本作依旧采用开放世界的游戏形式，并且将游戏舞台从上作的欧洲搬到了一个基于澳大利亚设计出的虚构大陆上，此外本作的地图面积是《地平线2》的两倍。玩家可以在游戏世界中围绕几个“地平线音乐节”分会场举办各种比赛活动，包括各种形式的比赛、计时赛、漂移和特殊挑战等。在特殊挑战中，玩家将要驾驶特定的车辆进行指定的任务。例如：在有限的时间内，玩家需要驾驶福特GT达到设定的最高速度。此外还可以与游戏世界中的“澳洲本地人”进行地下飙车等活动。玩家还可以在整个游戏世界中寻找广告牌，它可以让玩家获得额外的经验或金钱奖励，也可以减少玩家在快速移动时的花费。“地平线音乐节”分会场中设有车库，玩家在此可以购买和升级自己的车辆。游戏在发售时提供了350台各式车辆供玩家驾驶，这是地平线系列车辆最多的一作；此外在游戏发售后的每个月都有一个车辆包作为追加下载内容。